# Leandro Ragucci
Leandro Hipólito Ragucci (Buenos Aires, 21 de abril de 1928- 1 de febrero de 2010) fue un destacado escenógrafo argentino, cuya labor fundamental se desarrolló entre las décadas del ’60 y ’80. En su larga trayectoria realizó trabajos en los principales teatros de Buenos Aires, si bien fue –en primer lugar– un artista de los teatros independientes. Participó de Teatro Abierto, cuya comisión directiva integró y formó parte del Grupo de Trabajo junto a Carlos Gorostiza, Carlos Somigliana, Roberto Cossa, el director Héctor Aure y el productor Héctor Gómez.

## Trayectoria
Nació en el barrio porteño de Almagro y allí vivió durante la mayor parte de su vida. Realizó sus estudios secundarios en la Escuela Nacional Mariano Moreno y universitarios en la Facultad de Arquitectura de la Universidad de Buenos Aires, donde cursó hasta tercer año de carrera. Luego se dedicó de lleno a la formación como escenógrafo con sus dos grandes maestros, Roberto Durán y Gastón Breyer. De este último aprendió el diseño escenográfico desarrollado a partir de criterios arquitectónicos, un enfoque completamente innovador en aquellos años- década de los 60- cuando la escenografía se basaba más que nada en lo pictórico. Ragucci no concebía la creación escenográfica sin la interacción con el director y los actores, por lo que el resultado final era siempre fruto del diálogo entre sus sucesivos bocetos y las necesidades funcionales de la obra.
En el terreno académico, Leandro Ragucci ejerció como docente de su especialidad en las Universidades Nacionales de Buenos Aires y La Plata, y en 1966 obtuvo una Beca del Fondo Nacional de las Artes, gracias a la cual realizó por un año estudios de escenografía en Italia, Francia y República Checa.
También trabajó como diseñador gráfico para las revistas Correo literario, El grillo de papel, El escarabajo de oro, Tiempos modernos, Máscara (de la Asociación Argentina de Actores) y Argentores, así como para las editoriales de Granica, Eudeba y Ediciones de la Pluma. Se encargó del diseño del programa para la Gira Latinoamericana del Teatro Municipal San Martín en 1981 y del logo del movimiento teatral Teatro abierto 1981 contra la dictadura militar en Argentina de 1976 a 1983.
Fue creador y partícipe del Grupo de teatro del Buen Ayre, con Roberto Durán y Héctor Aure (1962- 1964), del Grupo Buenos Aires, con Juan Carlos Gené, Pepe Soriano, Cipe Lincovsky, Hector Aure y Héctor Gómez (1977- 1979) y junto a Gastón Breyer coordinó el trabajo escenográfico de Teatro abierto 1981.
Estuvo casado durante diez años con la vestuarista Adriana Straijer con quien trabajó en numerosas obras de teatro y compartió también la experiencia de Teatro abierto 1981.
Desde los años 90 y hasta poco antes de su muerte, trabajó como investigador en el Instituto Nacional del Teatro, Buenos Aires, Argentina.

## Obras de Teatro
- He visto a Dios, F. Defilippis Novoa
- El organito, Armando Discépolo
- El casamiento de Laucha, Roberto Payró
- Bienaventurados, Hayes
- Las picardías de Scapín, Molière
- La zapatera prodigiosa, F. García Lorca
- Una viuda difícil, C. Nalé Roxlo
- Il Corvo, Carlo Gozzi
- Las de Barranco, G. Laferrere
- El pan de la locura, C. Gorostiza
- Hermanos queridos, C. Gorostiza
- La nona, R. Cossa
- Lisandro, D. Viñas
- La fiaca, Talesnik
- Stéfano, A. Discépolo
- Chúmbale, O. Viate
- Ceremonia inútil, A. Gray
- Lupines, Bravi
- Biografía, R. Muñoz
- Amanecer en Las Malvinas, F. Campos
- El conventillo de la Paloma, A. Vaccarezza
- Siempre la misma milonga, Pedro Orgambide
- Discepolín, P. Orgambide
- Se acabó la diversión, J. C. Gené
- Hoy… 3 sainetes 3, E.A. Pardo y R.Prieto
- Don Chicho, A. Novión
- El reñidero, S. De Cecco
- El gorro de cascabeles, Luigi Pirandello
- Tute cabrero, R. Cossa
- Corazón de tango, J.C. Ghiano
- El viejo criado, R. Cossa
- Macbeth, W. Shakespeare
- Nuestro fin de semana, R. Cossa
- Babilonia, A. Discépolo
- Las reglas del juego, L. Moledo
- Perro sobre perro, J. Boccanera
- Necesito siete gambas, E. Silberstein
- Ñaque o de piojos y actores, J. Sanchís Sinisterra
- Una pareja, un enano y una vieja, E. Gudiño Kieffer
- Adiós, adiós Ludovica, L.R. Balbi
- La Flora y la Fauna, Carlos Vittorello
- Narcisa Garay, mujer para llorar, J. C. Ghiano
- Rejucilo, H. Giovine

## Cine
Realizó la escenografía en las siguientes películas:
- Chúmbale, dir. Carlos Orgambide (1968)
- Los insomnes, dir. Carlos Orgambide (1986)
- Chau papá, dir. Ricardo Alventosa   (1987)
- Cómo seducir a una mujer, dir. Ricardo Alventosa   (1987)